# Đèo Ba Ví
Đèo Ba Ví là đèo trên đường liên huyện ở vùng giáp ranh xã Tam Sơn và Tam Thạnh huyện Núi Thành tỉnh Quảng Nam, Việt Nam .
Đường liên huyện bắt đầu từ ngã ba Tiên Xuân trên Quốc lộ 1, thuộc xã Tam Anh Nam. Đèo ở cách ngã ba này cỡ 11 km về hướng tây .
Vùng đèo thuộc căn cứ cách mạng thời chiến tranh chống Mỹ .
Ở phía nam cách 5 km theo đường thẳng là Đèo Ba Đầu trên Đường tỉnh 617 ở vùng đất thôn Phú Mỹ xã Tam Trà cùng huyện.